# Reduktor
Reduktor (v automobilech často též redukce) je označení pro převodovku, která snižuje otáčky například turbovrtulového motoru na otáčky určené pro práci vrtule nebo u automobilů určených pro jízdu v terénu. 

## Letecký reduktor

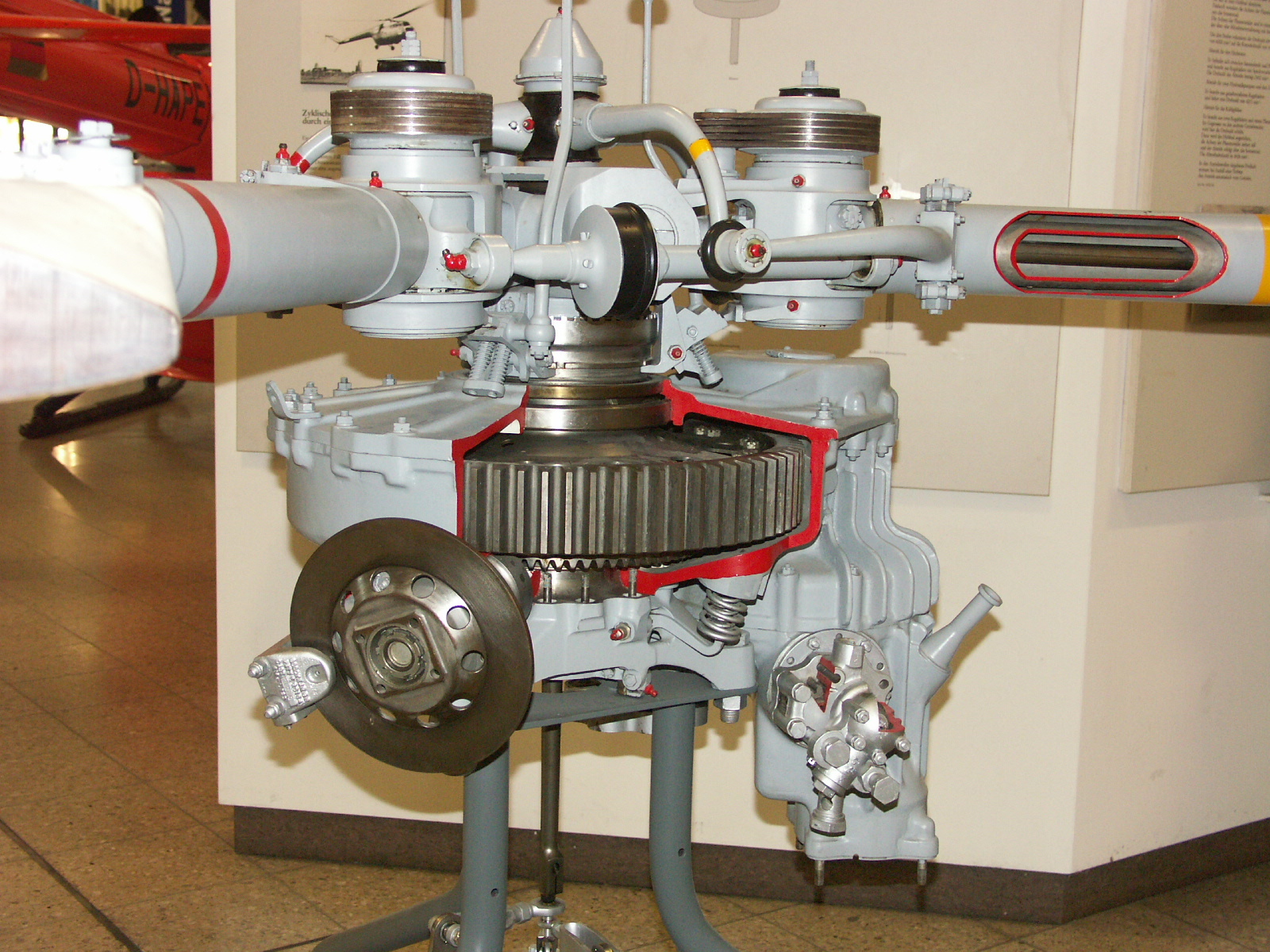
Hlavní reduktor a rotorová hlava vrtulníku Bristol Sycamore

Používá se u motorů s vysokým výkonem a vysokými otáčkami. Nejvhodnější otáčky pro práci vrtule jsou 1 000 až 2 000 ot/min (otáčky motoru jsou v rozmezí 6 000 až 40 000 ot/min). Účinnost reduktoru je zhruba 98 až 99 %. Nevýhodou je jeho vysoká hmotnost, složitá konstrukce a zvýšení mechanických ztrát v ložiscích. Teplo vyvinuté v reduktoru 1 až 2 % výkonu je odváděno účinnou mazací soustavou, která teplo odvádí pomocí chlazeného oleje.
Převod reduktoru je definován vztahem: {\displaystyle {n=}{\frac {Nv}{Nm}}}, kde Nv jsou otáčky vrtule, Nm jsou otáčky motoru.
Reduktory se dělí na:
- nesouosé – osa vrtulové hřídele není totožná s hřídelí motoru, ale je s ní rovnoběžná, tento typ se používá u řadových motorů.
- souosé – osa vrtulové hřídele je totožná s hřídelí motoru, tento typ se používá u hvězdicových a plochých motorů. Souosý reduktor je řešen převodem přes planetové soukolí.

Podle typu přenosu na:
- s ozubenými koly
- s plochým ozubeným řemenem (řemenové)

## Reduktor
Reduktor (též koncový převod, kolová redukce, nebo také Nápravová převodovka), je používán u nákladních automobilů, traktorů, stavebních strojů a pod. pro zvýšení točivého momentu. Celé převodové ústrojí (převodovka, spojovací hřídele a poloosy) pracuje s menším točivým momentem při vyšších otáčkách, takže nemusí být tak mohutně dimenzovány a jsou proto lehčí a menší. Vysoké otáčky/nízký točivý moment jsou v reduktoru sníženy při znásobení točivého momentu. Nejčastější provedení je formou planetového převodu v náboji kola, u terénních vozidel bývá použito převodu pomocí čelních ozubených kol, kdy konstrukce reduktoru zvedá světlou výšku nápravy (Praga V3S, Mercedes Unimog, Tatra 810)

## Redukční převodovka
Redukční převodovka je užívána u terénních automobilů pro zvýšení tažné síly v těžkém terénu a prudkém stoupání. Konstrukčně jde o další, zpravidla dvoustupňovou převodovku, umístěnou za hlavní převodovkou. Při běžné jízdě je zařazen přímý náhon (převod 1:1, tzv. silniční), při jízdě v terénu (prudkém stoupání, vyprošťování) je zařazen redukovaný stupeň (převod cca 2:1, tzv. terénní). Některé pracovní stroje mají red. převodovku vícestupňovou (tzv. plazivé převody) pro použití přídavného nářadí, hnaného od motoru, kdy je potřeba vyšších otáček motoru při pomalé jízdě (např. různé zametače vozovky a pod. komunální technika). Příkladem mohou být různé nosiče nářadí - Mercedes Unimog, Praga UV 80